# Zuid-Afrikaansche Republiek
De Zuid-Afrikaansche Republiek of ZAR, informeel bekend als Transvaal, was een onafhankelijke staat in Zuid-Afrika in de tweede helft van de 19e eeuw die geregeerd werd door de Boeren, Nederlandstalige afstammelingen van blanke kolonisten uit de Kaapkolonie. De hoofdstad was Pretoria, hoewel Potchefstroom aanvankelijk diende als de regeringszetel.
De ZAR werd in 1852 als een van vele Boerenrepublieken opgericht door de Voortrekkers, nadat zij weigerden onder het Britse bewind van de Kaapkolonie te leven. Aanvankelijk was de ZAR een betrekkelijk geïsoleerd en zelfvoorzienend land. Onrust, onderlinge verdeeldheid en een zwakke overheid gaven het Verenigd Koninkrijk in 1877 vrij spel om de ZAR te annexeren, maar de Boeren kwamen in opstand en heroverden het land in de Eerste Boerenoorlog van 1880-1881.
Na deze overwinning transformeerde de ZAR onder leiding van staatspresident Paul Kruger van een ongeorganiseerd en failliet land tot een stabiele en rijke Boerenrepubliek, met name dankzij de ontdekking van goud bij Johannesburg. Deze vondst leidde echter tot oplopende spanningen met het Verenigd Koninkrijk die uiteindelijk zouden leiden tot de Tweede Boerenoorlog van 1899-1902, waarin zusterrepubliek Oranje Vrijstaat aan Transvaalse zijde meevocht tegen de Britten. De oorlog werd na een heftige strijd door de Boeren verloren en in 1902 werd de ZAR definitief geannexeerd door het Verenigd Koninkrijk. In 1910 werd het gebied omgedoopt tot de provincie Transvaal van de Unie van Zuid-Afrika.
De ZAR was een presidentiële republiek, alhoewel onder hegemonie van de Boeren. Zij leefden in een voornamelijk agrarische gemeenschap waar orthodox-calvinistische waarden golden. De ontdekking van goud leidde tot een grote toestroom van uitlanders, buitenlandse arbeiders die door de Britse regering in bescherming werden genomen. Daarnaast werd het land nog altijd bewoond door een inheemse, zwarte meerderheid, door hun blanke overheersers beschouwd en behandeld als een minderwaardig volk.

De Zuid-Afrikaanse republieken rond 1885

## Geschiedenis

### Voorgeschiedenis
Vanaf 1652 werd de Kaapkolonie in het uiterste zuiden van Afrika gekoloniseerd door de Nederlandse VOC. De Nederlandse kolonisten (waarvan velen van Duitse en hugenootse afkomst) leefden hier voornamelijk als eenvoudige veeboeren en vergroeiden met Afrika tot Afrikaners, ofwel Boeren. In 1806 werd de Kaapkolonie definitief overgenomen door het Verenigd Koninkrijk, maar vele Boeren waren ongelukkig met hun nieuwe Britse gouvernement. Uit deze onvrede ontstond het Afrikanernationalisme, dat in 1816 werd versterkt door de dramatisch verlopen executie van vijf opstandige Boeren bij Slachtersnek. De volgende twintig jaar botste het moderne beleid van de Kaapkolonie vaak met de conservatieve waarden van de Boeren. Zij meldden de volgende grieven:
- De onderwerping aan een buitenlands en onsympathiek gouvernement;
- De grote invloed van het Londens Zendingsgenootschap, hun meest geduchte tegenstander, bij de Britse autoriteiten;
- De lasterlijke beweringen van deze filantropische verenigingen over de Boeren;
- Het verbod van hun taal in het openbare ambt en het gerechtshof in 1822;
- De gelijkstelling van de Khoikhoi aan de Boeren in 1828;
- De vrijverklaring van hun slaven in 1834 zonder genoegzame vergoeding;
- De levensgevaarlijke woonomstandigheden gedurende de Grensoorlogen met de Xhosa.

De Boeren wilden hun vrijheid terug. Vanaf 1835 verliet een grote stroom Boeren als Voortrekkers de Kaapkolonie met de Grote Trek, om in het woeste binnenland van Zuid-Afrika hun eigen thuisland te stichten. Hoewel alle Voortrekkers hetzelfde doel voor ogen hadden vertrokken zij in groepen onder eigen leiders en op verschillende tijden. Dit zou later leiden tot onderlinge verdeeldheid in de ZAR.
Voortrekker Piet Retief vaardigde in 1837 het volgende manifest uit:

Wij verklaren plechtig dat wij deze kolonie verlaten met de begeerte, om een rustiger leven te leiden dan wij hier geleid hebben. Wij zullen geen volk lastigvallen en niemand het geringste eigendom ontnemen; maar als wij aangevallen worden, zullen wij ons ten volle gerechtvaardigd achten om onszelf en ons eigendom tot het uiterste te verdedigen tegen enige vijand. Wij verlaten de kolonie met de volledige zekerheid, dat de Engelse regering ons niets meer te bieden heeft en ons zonder verdere bemoeienis zal toelaten om ons in de toekomst zelf te besturen.
Wij vertrekken nu uit ons vruchtbare geboorteland, waar wij enorme schade hebben geleden en voortdurend hebben blootgestaan aan ergernis, om ons te gaan vestigen in een woest en gevaarlijk gebied; maar wij gaan met een vast vertrouwen op een alziende, rechtvaardige en genadige God, die wij altijd zullen vrezen en in alle nederigheid zullen proberen te gehoorzamen.

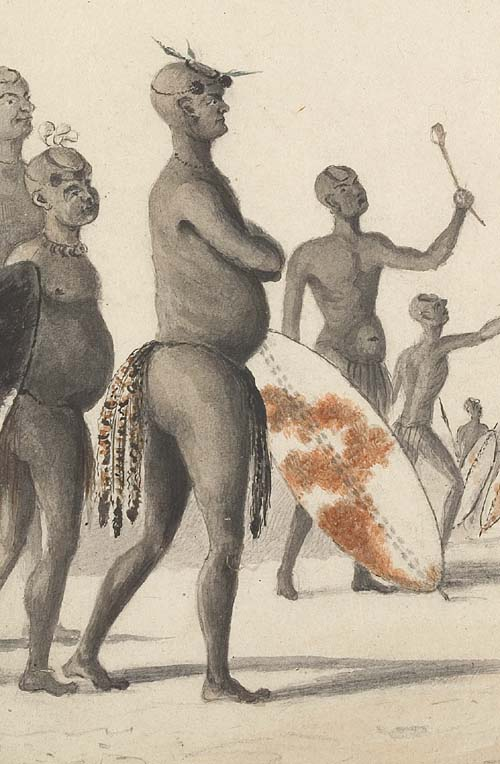
Koning Mzilikazi (~1790-1868) van de Matabele regeerde met een ijzeren vuist over de Transvaal tot hij in 1837 door de Voortrekkers naar het noorden werd verdreven

### Vestiging
De Transvaal (letterlijk: aan de andere zijde van de Vaal) werd oorspronkelijk bevolkt door de Khoisan, maar zij werden gedurende de middeleeuwen verdreven door de Bantoes. Sindsdien werd de Transvaal bevolkt door de Pedi, Zuid-Ndebele, Venda, Shangaan, Swazi en Tswana. De eerste blanke persoon die zich hier vestigde was vermoedelijk de Kaapse trekboer, rebel en avonturier Coenraad de Buys, die rond 1820 in het noorden de nederzetting Buysdorp stichtte.
In 1823 waren de Matabele onder leiding van koning Mzilikazi van Zoeloeland naar de Transvaal gevlucht om aan de toorn van de Zoeloekoning Shaka te ontkomen. Mzilikazi stichtte zijn kraal Mhlahlandlela in de buurt van het latere Pretoria, maar werd door de Zoeloes naar het westen verdreven, waar hij de kraals Kapain en Mosega stichtte in de buurt van het latere Mafikeng. Door zijn genocidale heerschappij, de zogenaamde Mfecane, raakte de Transvaal dunbevolkt.

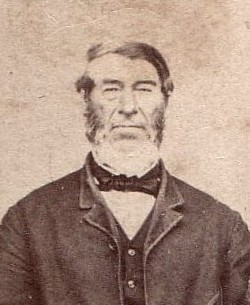
Voortrekker Andries Hendrik Potgieter (1792-1852) was de belangrijkste pionier en de de facto stichter van de ZAR

De eerste Voortrekkersleiders die de Transvaal betraden waren Louis Tregardt en Hans van Rensburg. Toen de Voortrekkers onder leiding van Andries Hendrik Potgieter in 1836 in de Transoranje arriveerden stuurde Mzilikazi zijn impi's op hem af. Bij deze aanvallen werden enkele tientallen migranten gedood. De Voortrekkers sloegen terug en Mzilikazi kon zich niet verweren tegen hun vuurwapens en laagers. Zijn leger werd vernietigend verslagen bij de Slag bij Vegkop, zijn militaire hoofdkwartier werd geplunderd bij de Slag bij Mosega en de Slag bij Kapain betekende het definitieve einde van Mzilikazi's heerschappij over de Transvaal. Hij vluchtte met zijn volgelingen over de Limpoporivier en stichtte daar het koninkrijk Mthwakazi. Verdere aanvallen wist Mzilikazi tegen te houden en hij dwong zijn tegenstanders om een vredesverdrag te tekenen in 1852.
Potgieter verklaarde het gebied dat hij op Mzilikazi had veroverd tot eigendom van de Voortrekkers en stichtte de nederzetting Winburg in de Transoranje, gevolgd door Potchefstroom in de Transvaal. Met de ondertekening van een grondwet bestaande uit 33 artikelen verklaarde Potgieter op 9 april 1844 de onafhankelijkheid van de Republiek Winburg-Potchefstroom, dat een groot gebied benoorden en bezuiden de Vaalrivier opeiste. Deze republiek was een binnenstaat en Potgieter onderkende het belang van een haven om handel mee te drijven; hij wilde echter elk contact met Britten vermijden en handelen via een Britse haven was uit den boze. Daarom werd op 29 juli 1845, met het oog op de handel via de Delagoabaai van Portugees-Oost-Afrika, in het oosten Andries-Ohrigstad gesticht.
De Republiek Winburg-Potchefstroom hield op te bestaan toen Transoranje, inclusief Winburg, op 3 februari 1848 door de Britten werd omgedoopt tot de Oranjeriviersoevereiniteit. Hierop werden de pijlen gericht op vereniging van de Transvaal, dat naast Potchefstroom werd uitgebreid met de districten Rustenburg in het westen, Zoutpansberg in het noorden, Lydenburg in het oosten en Utrecht in het zuidoosten. In maart 1849 werd de eerste verenigde vergadering van de Transvaal gehouden en op 23 mei kwam de eerste verenigde Volksraad bijeen. De 33 artikelen van 1844 werden op deze dag goedgekeurd als basis voor de grondwet.

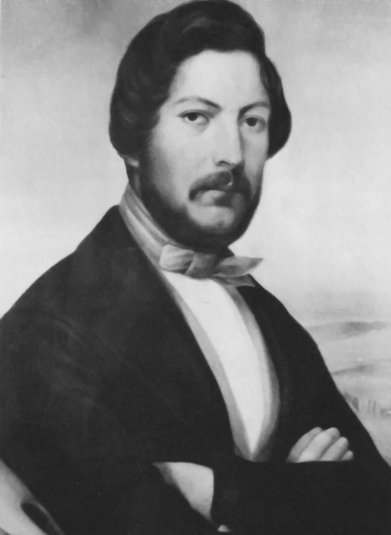
Voortrekker Andries Pretorius (1798-1853) is vanwege zijn ondertekening bij de Conventie van Zandrivier in 1852 de de jure stichter van de ZAR

### Erkenning
In 1848 was de Voortrekker Andries Pretorius met zijn volgelingen naar de Transvaal vertrokken, nadat hij in 1843 de Republiek Natalia had verloren aan de Britten en in 1848 na de verloren Slag bij Boomplaats uit de Oranjeriviersoevereiniteit was verjaagd. Pretorius ruide de Boeren op om het gevecht met de Britten aan te gaan, terwijl Potgieter de voorkeur gaf aan een isolatiepolitiek. Dit was het begin van een felle machtsstrijd tussen Potgieter en Pretorius.
Omdat de Britten hun handen vol hadden aan de oorlogen met de Basotho en de Xhosa besloten ze de wens naar onafhankelijkheid van de Boeren te gedogen. Op 17 januari 1852 erkende het Verenigd Koninkrijk de onafhankelijkheid van de "boerenemigranten benoorden de Vaalrivier" bij de Conventie van Zandrivier, getekend door Pretorius. Dit bracht hem in conflict met Potgieter, die sterk gekant was tegen enige onderhandeling met de Britten en tevreden was met een de facto onafhankelijkheid. Hun volgelingen konden elkaar niet verdragen en er dreigde een burgeroorlog tussen de twee partijen, maar hun leiders verzoenden zich op 16 maart te Rustenburg voor een opengeslagen Bijbel. Potgieter en Pretorius overleden in respectievelijk 1852 en 1853. Het leiderschap werd overgenomen door hun zoons, Piet Potgieter en Marthinus Wessel Pretorius. Toen Potgieter op 6 november 1854 sneuvelde bij het Beleg van Makapansgrot werd de positie van Pretorius versterkt.

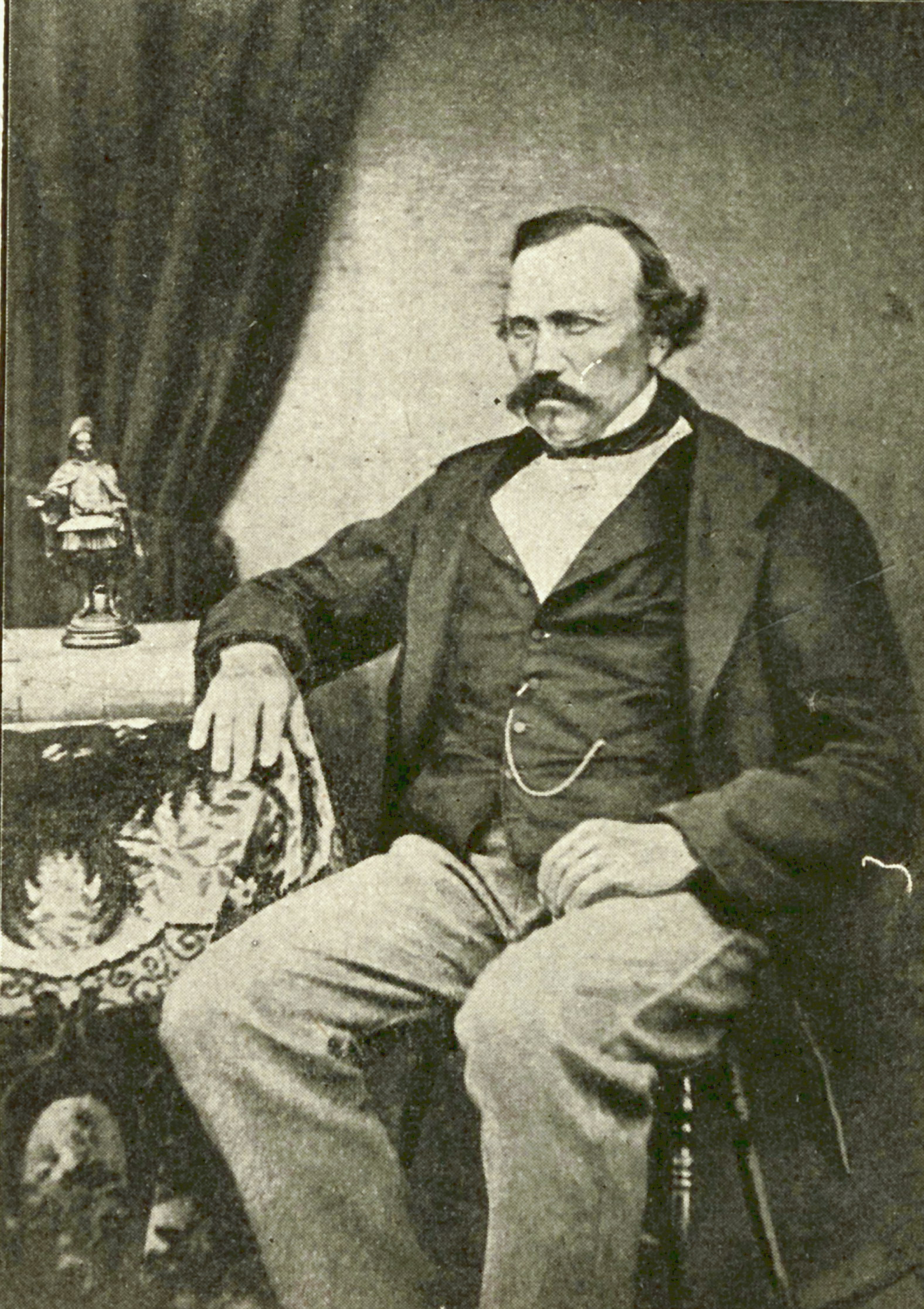
Staatspresident Marthinus Wessel Pretorius (1819-1901) streefde tevergeefs naar eenwording van de ZAR en de Oranje Vrijstaat

Vanaf 19 september 1853 stond de Transvaal officieel bekend als de Zuid-Afrikaansche Republiek. Op 15 november 1855 werd Pretorius aangesteld tot provisioneel staatspresident van de ZAR. De eerste grondwet van de ZAR werd op 16 december 1856 goedgekeurd door de Volksraad, maar deze werd niet door alle inwoners aanvaard. Op 6 januari 1857 werd Pretorius te Potchefstroom beëdigd tot eerste staatspresident van de ZAR en werd de Transvaalse Vierkleur voor het eerst gehesen.

### Conflicten
Na de verdrijving van de Matabele begonnen de overlevende stammen van de Transvaal aan hun wederopbouw en keerden vele vluchtelingen terug. De Boeren probeerden deze stammen onder de duim te houden door belastingen te heffen, maar de overheid was aanvankelijk niet sterk genoeg om dit stelsel te onderhouden. Opstandigheid tegenover de Boeren en onderlinge twisten leidden vaak tot strafexpedities, waaronder tegen de stamhoofden Sekwati en Makapan. Bij deze langdurige belegeringen kwamen duizenden zwarten om het leven. Tijdens een strafexpeditie tegen het Tswanastamhoofd Sechele werd het arsenaal van de Britse zendeling en ontdekkingsreiziger David Livingstone door een Boerencommando geplunderd; sindsdien was Livingstone verantwoordelijk voor een aanzienlijk aandeel in de negatieve berichtgeving over de Boeren.
Op 23 februari 1854 was met de Conventie van Bloemfontein ook de onafhankelijkheid van de Oranje Vrijstaat erkend, de voormalige Oranjeriviersoevereiniteit. Staatspresident Pretorius wilde de twee republieken tot één machtige staat fuseren en beweerde dat hij het leiderschap over de Vrijstaat van zijn vader geërfd had. In de verwachting dat hij gesteund werd door de Vrijstaatse bevolking arriveerde hij op 22 februari 1857 in de Vrijstaatse hoofdstad Bloemfontein en een dag later probeerde hij een staatsgreep te plegen. Pretorius werd echter teruggestuurd en op 25 mei stonden de twee gewapende facties tegenover elkaar. Doordat Pretorius zich terugtrok kon een oorlog worden voorkomen en op 1 juni erkenden de twee Boerenrepublieken elkaars onafhankelijkheid. Beide republieken werden bondgenoten tot het einde; Pretorius zou later nog tegelijkertijd staatspresident worden van de Vrijstaat en de ZAR.
De ZAR was ondertussen zelf allerminst een eenheid. Pretorius benoemde de Nederduits Hervormde Kerk (NH Kerk) tot staatskerk van de ZAR, terwijl de Lydenburgers trouw bleven aan de Nederduits Gereformeerde Kerk (NG Kerk). Op 17 december 1856 verklaarde de Republiek Lydenburg haar onafhankelijkheid van de ZAR, gevolgd door de afscheiding van de Republiek Zoutpansberg. De Republiek Utrecht sloot zich in 1858 bij Lydenburg aan. In 1859 verscheen er een derde kerk op het toneel, toen dissidente gelovigen uit Rustenburg de Gereformeerde Kerk (Dopperkerk) oprichtten uit onvrede over een nieuwe bundel lofzangen.
Na moeizame onderhandelingen tussen Pretorius en commandant-generaal Stephanus Schoeman van Zoutpansberg werden op 13 februari 1858 de definitieve grondwet, de vlag en het wapen van de ZAR voorgelegd aan de Volksraad. Drie dagen later keurde de Volksraad de drie voorstellen goed. Schoeman werd aangesteld tot commandant-generaal (opperbevelhebber) van de ZAR en Zoutpansberg sloot zich weer aan bij de ZAR, gevolgd door Lydenburg (en Utrecht) in 1860. De stad Pretoria, vernoemd naar Andries Pretorius, kreeg op 1 mei 1860 de voorkeur boven Potchefstroom als hoofdstad van de republiek, vanwege de centrale ligging in het land.

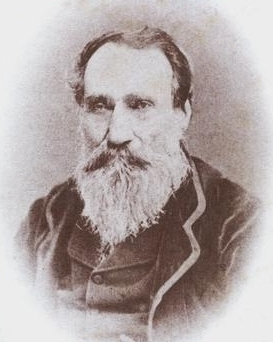
Waarnemend staatspresident Stephanus Schoeman (1810-1890) stond bekend als de Stormvogel van het Noorden

### Burgeroorlog
Toen Pretorius in 1859 ook verkozen werd tot staatspresident van de Oranje Vrijstaat liet de Volksraad dit niet toe. Pretorius' staatspresidentschap werd na zes maanden opgeschort en hij werd vervangen door waarnemend staatspresident Johannes Hermanus Grobler. De aanhangers van Pretorius beweerden echter dat commandant-generaal Schoeman als oudste lid van de Uitvoerende Raad het recht had op het waarnemend staatspresidentschap. Grobler trad ten gunste van Schoeman af en Willem Cornelis Janse van Rensburg volgde Schoeman op als commandant-generaal.
Op 18 april 1862 werd Schoeman door de Volksraad geschorst vanwege "plichtsverzuim met voorbedachtheid". Commandant-generaal Van Rensburg werd door de Volksraad tot waarnemend staatspresident verkozen en won in 1863 tweemaal de staatspresidentsverkiezingen van Pretorius. Schoeman en zijn aanhangers legden zich hier niet bij neer en richtten een volksleger op. Op 5 januari 1864 leed het volksleger onder leiding van Jan Viljoen een nederlaag tegen het staatsleger van Paul Kruger. In 1864 werd Pretorius weer tot staatspresident herkozen en Kruger tot commandant-generaal.

### Onrust
In de jaren 60 van de 19e eeuw was de ZAR, in tegenstelling tot de Oranje Vrijstaat, nog een vrij rommelig en onsamenhangend geheel. De individuele boerderijen waren over het algemeen zeer welvarend, maar de staatskas van de ZAR was altijd leeg. Op 15 juli 1867 werd Schoemansdal, de voormalige hoofdstad van Zoutpansberg, geëvacueerd vanwege een aanval van de vijandelijke Venda en voorgoed verlaten. Het dorp werd door de Venda volledig afgebrand.
De situatie in de ZAR werd in 1868 door de Britse journalist Frederick William Chesson als volgt beschreven:

Zo'n land, bevolkt door een winterhard en ijverig ras, zal meteen welvarend moeten zijn. In plaats daarvan is [de ZAR] jammerlijk arm, en het openbare krediet staat op zo'n laag pitje, dat het papiergeld (het enige geld dat circuleert) vrijwel niets waard is, artikelen worden soms 500 procent boven hun waarde verkocht, om voor de kooplieden enige winst op te leveren. Een gedevalueerde valuta is zowel een oorzaak als een gevolg van armoede en sociale desorganisatie.
Deze ongelukkige stand van zaken is geworteld in verschillende oorzaken. Er zijn wetten, maar gehoorzaamheid daaraan is verre van algemeen. Er bestaat weinig tot geen respect voor de autoriteit. Er zijn veel hoogdravende ambtenaren en afdelingen, maar er is geen eenheid van actie onder hen, en ze worden vooral onderhouden voor de schijn. Eén of twee districten zijn in een staat van opstand tegen een regering die even zwak en imbeciel als notoir wreed is. Onderwijs wordt volledig verwaarloosd, en de jongere generatie Boeren wordt waarschijnlijk nog minder geletterd dan hun vaders. De staat ondersteunt niet meer dan vier openbare scholen en hun leraren klagen dat hun salarissen niet worden uitbetaald. Belachelijke verhalen worden verteld over het soort personen - ontslagen soldaten en andere onfortuinlijke avonturiers - die gekwalificeerd worden geacht de jongeren te leren schieten.

Tussen 1866 en 1870 werden er op verschillende plaatsen diamanten gevonden, onder andere bij Hopetown, bij Barkly West en bij Kimberley ten zuidwesten van de ZAR, wat leidde tot een grote zoektocht naar diamanten in het gebied. De ontdekte vindplaatsen werden opgeëist door zowel de ZAR, de Oranje Vrijstaat, het Verenigd Koninkrijk als de oorspronkelijke inwoners, de Griekwa. De strijd werd uiteindelijk verloren door de ZAR toen gouverneur Keate van de Britse Natalkolonie het gebied in 1871 toewees aan de Griekwakapitein Nicolaas Waterboer, die zichzelf onder Britse bescherming stelde. Zo kwamen de diamantmijnen in het bezit van de Britse kroonkolonie West-Griekwaland. Onder vuur van de Volksraad trad Pretorius af als staatspresident.
De ontdekking van diamanten onthulde de potentiële minerale rijkdom van Zuid-Afrika. Hierop besloot de Britse regering van Benjamin Disraeli dat er een Zuid-Afrikaanse federatie (onder Brits bestuur) moest komen waarbij ook de beide Boerenrepublieken moesten worden gevoegd.

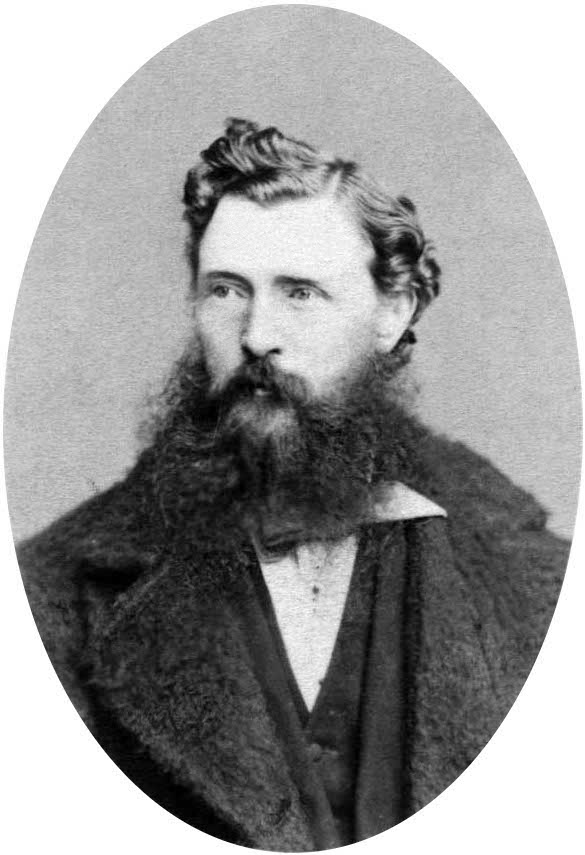
Staatspresident Thomas François Burgers (1834-1881) kon in 1877 de Britse annexatie van de ZAR niet voorkomen

### Annexatie
Omdat Pretorius niet opgewassen was gebleken tegen de Britse advocaten hoopten de Boeren op een geleerd man als nieuwe staatspresident. Ze zagen een uitverkoren opvolger in Johannes Henricus Brand, de populaire staatspresident van de Oranje Vrijstaat, maar toen Brand voor de eer bedankte bleef de verstoten dominee Thomas François Burgers over als staatspresidentskandidaat. Burgers was wel degelijk een geleerd man, maar bleek té geleerd voor het volk dat hij moest vertegenwoordigen. In 1872 won Burgers de staatspresidentsverkiezing met overtuiging van de geïntegreerde Engelsman William Robinson, als kandidaat naar voren gebracht door commandant-generaal Kruger.
Burgers had grote plannen en droomde van een machtige en welvarende republiek. In 1875 reisde hij naar Europa om een lening af te sluiten voor een treinverbinding naar de Portugese haven in Lourenço Marques aan de Delagoabaai. In Nederland wist hij een lening van negentigduizend pond af te sluiten. Hij versterkte de Transvaalse overheid met de Zwollenaar Pieter Jorissen en de Texelse Willem Eduard Bok, en van zijn studievriendin Catharina van Rees kreeg hij het Volkslied van Transvaal mee naar huis.
Burgers' enthousiasme werkte aanstekelijk op de Boeren en hij werd door zijn volk groots onthaald; enkele jaren later was er niets meer van deze bewondering over. Burgers' dromen bleken te naïef en zijn ambitieuze regering bracht het land op de rand van faillissement. Daarbij werd hij vanwege zijn vrijzinnige levensbeschouwing verguisd en zijn populariteit bereikte een dieptepunt toen hij een strafexpeditie leidde tegen de Marota van koning Sekhukhune. De Boeren geloofden niet dat God aan de kant van hun "ongelovige" staatspresident stond en het gedemoraliseerde leger leed een nederlaag. Enkele Boeren waren zo ontevreden dat ze door de Kalahariwoestijn naar het hedendaagse Namibië en Angola emigreerden. Deze Dorslandtrek maakte vele slachtoffers en hun Republiek Upingtonia kwam nooit van de grond.
De ZAR was bankroet en weerloos. Bovendien dreigde de aankomende staatspresidentsverkiezing, met Paul Kruger als tegenkandidaat, te escaleren tot een burgeroorlog. De Britten zagen hun kans om in te grijpen en stuurden op 20 januari 1877 Sir Theophilus Shepstone met 25 bereden politiemannen naar Pretoria om over grieven te praten. De ZAR werd van de volgende misstanden beschuldigd:
- Het Verenigd Koninkrijk had de ZAR in 1852 erkend in de verwachting dat het een bloeiende en krachtige staat zou worden. Deze verwachting was duidelijk niet waargemaakt.[58]
- De ZAR kon zich niet verweren in de oorlogen met inheemse stammen, zoals die van Sekhukhune.[59][n 10][60] Bovendien stond de ZAR onder dreiging van de Zoeloekoning Cetshwayo, die in het zuidoosten onrust stookte.[61]
- Het Verenigd Koninkrijk kon niet toelaten dat de ZAR steun had gezocht bij rivaliserende mogendheden, zoals Duitsland.[59]
- De ZAR had zich schuldig gemaakt aan wreedheden tegenover de inheemse bevolking en het toelaten van slavernij, alsmede het tegenwerken van zendelingen.[62]

Staatspresident Burgers zag geen kans om de onafhankelijkheid van zijn republiek te behouden, waarna Shepstone op 12 april de ZAR namens het Verenigd Koninkrijk annexeerde. Burgers verdween van het toneel en het ingelijfde gebied werd officieel omgedoopt tot de Britse Transvaalkolonie.

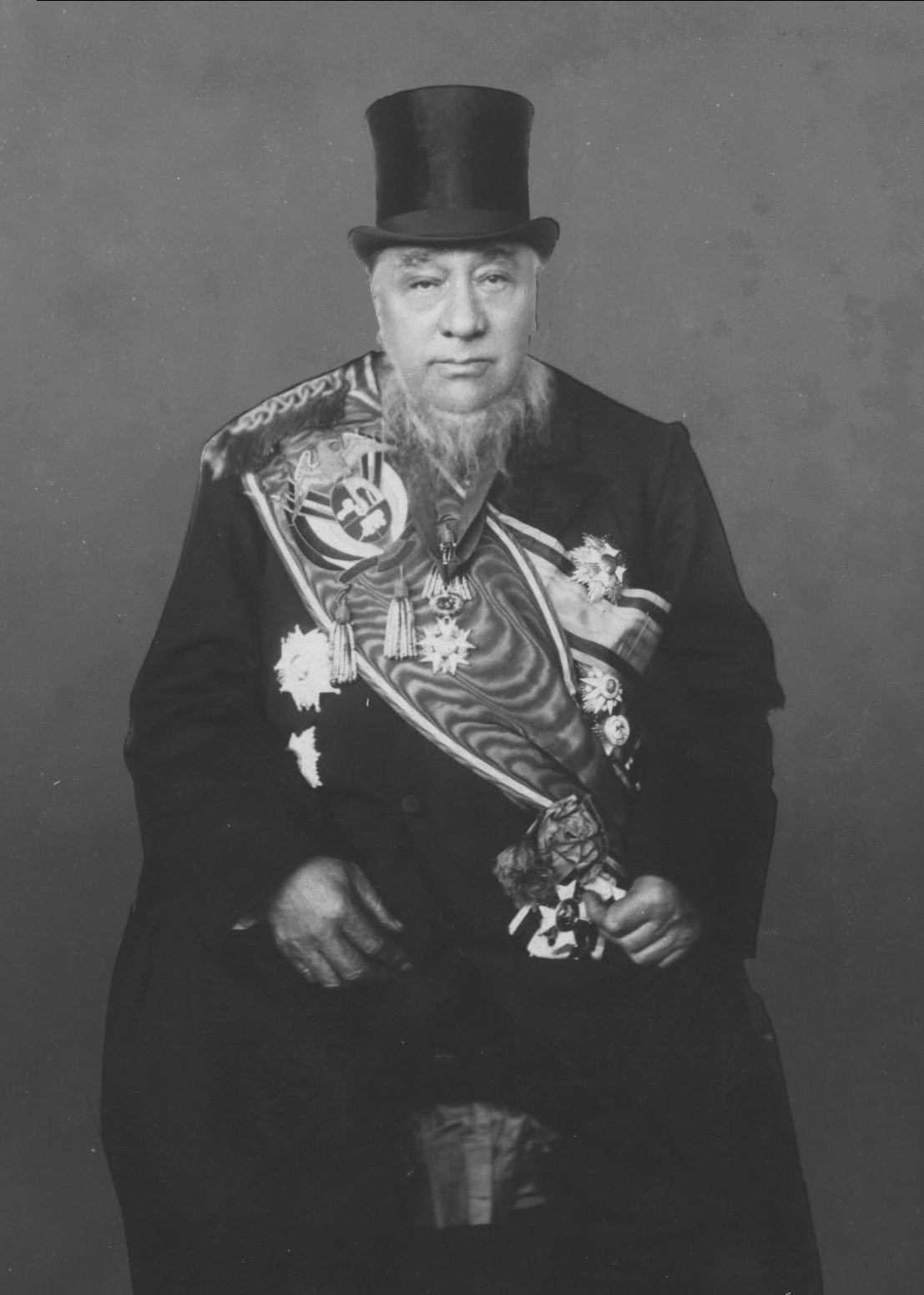
Staatspresident Paul Kruger (1825-1904) maakte vrijwel de hele geschiedenis van de ZAR van dichtbij mee en leidde de republiek tijdens het interbellum van de Boerenoorlogen

### Eerste Boerenoorlog
De Boeren berustten allerminst in de annexatie, maar waren onderling te verdeeld om in opstand te komen. Paul Kruger nam uiteindelijk het voortouw en bezocht tot tweemaal toe Londen om de Boerenzaak te bepleiten. Het resultaat van een volksstemming (587 stemmen vóór en 6.591 stemmen tegen annexatie) werd tijdens het tweede bezoek gepresenteerd. Toen bleek dat ook de nieuwe anti-imperialistische premier William Ewart Gladstone, in tegenstelling tot eerdere beloftes, geen gehoor gaf aan de wensen van de Boeren, werd de hoop op een vreedzame oplossing opgegeven.
De omslag kwam op 11 november 1880 op een openbare veiling, toen ongeveer honderd gewapende Boeren onder leiding van generaal Piet Cronjé een in beslag genomen ossewa heroverden op Britse belastingambtenaren. Bij Paardekraal (het huidige Krugersdorp) vond op 13 december een grote saamtrek (vergadering) plaats waar een Driemanschap werd aangesteld, bestaande uit Paul Kruger, Marthinus Wessel Pretorius en Piet Joubert. Op 16 december (Dingaansdag) werd te Heidelberg de republiek opnieuw uitgeroepen.
Op 20 december werden de eerste schoten van de onafhankelijkheidsoorlog gelost. Een Brits regiment op weg naar Pretoria werd door de Boeren verrast en in de pan gehakt bij de Slag bij Bronkhorstspruit. De Boeren boekten opeenvolgend successen bij de Slag bij Ingogo en de Slag bij Laingsnek en op 27 februari 1881 werden de Britten bij de Slag bij Majuba overtuigend verslagen. Gladstone vreesde een escalatie van het conflict naar heel Zuid-Afrika en gaf zich gewonnen. Op 21 maart werd een wapenstilstand door het Driemanschap ondertekend. De Boeren betreurden in totaal 41 slachtoffers; de Britten tien maal zoveel.
Bij de Conventie van Pretoria van 3 augustus 1881 erkenden de Britten opnieuw de onafhankelijkheid van de ZAR, zij het onder ongunstige voorwaarden. In een en dezelfde zin verkreeg de ZAR "geheel Zelfbestuur" en bleef het onderworpen aan de "Suzereiniteit van Hare Majesteit". Met de Conventie van Londen van 27 februari 1884 bedong Kruger voor de ZAR met succes volledige onafhankelijkheid van het Verenigd Koninkrijk.

### Herrijzenis
De Boeren hadden voordien zelden veel aandacht gekregen in continentaal Europa, maar door de hernieuwde onafhankelijkheid en de moed waarmee de Boeren zich tegen de supermacht van die tijd hadden verdedigd ontstond een golf van belangstelling voor de ZAR. Vooral in het "stamverwante" Nederland werden de Boeren als helden onthaald. Er ontstond zelfs een bescheiden emigratiestroom vanuit Nederland naar de ZAR. Hoewel klein in aantal, waren de nieuwkomers van groot belang voor de ZAR, omdat zij administratieve kennis bezaten waar de ZAR groot gebrek aan had. Zo haalde Kruger in 1884 tijdens zijn triomftocht door Europa de jonge Nederlander Willem Johannes Leyds naar Zuid-Afrika om te dienen als staatsprocureur.

Kaart van de Transvaalse spoorwegen in 1899

In 1883 werd het Driemanschap ontbonden en streden de conservatieve Kruger en de progressieve Joubert om het staatspresidentschap. Kruger won de verkiezing en zou zijn eeuwige rivaal Joubert nog driemaal verslaan, in 1888, 1893 en 1898. Onder Kruger werd het oude idee van de spoorlijn naar Lourenço Marques in Portugees-Oost-Afrika weer van stal gehaald en ook daarin speelden Nederlanders een belangrijke rol. Na een lange zoektocht naar investeerders werd op 21 juni 1887 de Nederlandsch-Zuid-Afrikaansche Spoorwegmaatschappij (NZASM) opgericht, die op even moeizame wijze aan het grote karwei begon. De NZASM dreigde ten onder te gaan aan geldnood, maar kon in 1892 worden gered dankzij een lening van de Rothschilds. Naast Portugees-Oost-Afrika werden er plannen gemaakt voor een verbinding met de Kaapkolonie, via de Oranje Vrijstaat, en de Natalkolonie.
De NZASM was een duidelijke manifestatie van Nederlands belang bij de Boerenzaak. Vele Nederlanders die in die dagen naar Zuid-Afrika vertrokken, kwamen bij deze maatschappij in dienst, onder wie Cor van Gogh, de jongste broer van de schilder Vincent van Gogh. In de ZAR was zeker niet iedereen zo blij met de grote invloed uit het verre Nederland, en de onevenredig grote machtspositie van de Nederlanders kostte Kruger in 1893 bijna het staatspresidentschap. Desondanks kon Kruger zich geen betere ondersteuning wensen. Met de stok van de treinverbinding achter de deur kon hij de Britten tot betere handelsvoorwaarden en tarieven bewegen. Toen de spoorlijn naar Lourenço Marques in 1895 werd voltooid, bleek het een profijtelijke inkomstenbron voor de Transvaalse staatskas.
In 1885 stond de ZAR onder druk de westelijke protectoraten Stellaland en Goosen af aan het Verenigd Koninkrijk, dat Beetsjoeanaland tot Brits protectoraat uitriep. Alleen in het oosten kon nog enige gebiedsexpansie plaatsvinden: de Nieuwe Republiek en Klein Vrystaat werden in respectievelijk 1888 en 1891 door de ZAR ingelijfd en in 1894 werd Swaziland een protectoraat van de ZAR, al werd directe toegang tot de Indische Oceaan door het Verenigd Koninkrijk verhinderd.

### Goud enuitlanders
Het stond al tientallen jaren vast dat er goud voorkwam in de ZAR, toen in 1883 de eerste goudader te Barberton werd blootgelegd. In 1886 werd een enorme hoeveelheid goud gevonden bij de Witwatersrand, ten zuiden van Pretoria. Er kwam een lucratieve goudindustrie op gang, gecentreerd rond het uit de grond schietende Johannesburg, toentertijd de snelstgroeiende stad ter wereld. De ZAR werd in een oogwenk schatrijk en investeerde het fortuin in de NZASM en modernere wapens.
De goudindustrie leidde tot een grote toestroom van uitlanders, buitenlandse en veelal Engelstalige arbeiders die massaal hun geluk kwamen beproeven in de mijnen. Er ontstond een groot contrast tussen de eenvoudige, vrome Boeren en de opportunistische, losbandige vreemdelingen. De regel dat blanke nieuwkomers in de ZAR na vijf jaar stemrecht kregen werd door Kruger verhoogd naar veertien jaar, tot grote onvrede van de pro-Britse uitlanders. Om de vertegenwoordiging van uitlanders te verbeteren werd in 1890 de Tweede Volksraad ingesteld, waarvoor de uitlanders zowel actief als passief kiesrecht kregen.
Het Britse bestuur van de Kaapkolonie onder premier Cecil Rhodes en gouverneur Alfred Milner, die plannen hadden voor een Brits Rijk van Kaapstad tot Caïro, zag de rijkdom van de ZAR met lede ogen aan. Ten noorden van de ZAR koloniseerde Rhodes met zijn British South Africa Company het Koninkrijk Mthwakazi, dat omgedoopt werd tot de Britse kolonie Rhodesië. De ZAR en de Oranje Vrijstaat waren nu volledig ingesloten door Brits (en Portugees) territorium.
In 1895 financierde Rhodes de Jameson Raid, een inval in de ZAR met het doel om een staatsgreep van uitlanders te ondersteunen. Rhodes' compagnon Leander Starr Jameson viel met 600 man de ZAR binnen, maar de opstand in Johannesburg bleef uit en zijn raiders werden op 2 januari 1896 verslagen en gevangengenomen. De Raid had grote gevolgen voor het Zuid-Afrikaanse politieke toneel: de populariteit van staatspresident Kruger schoot omhoog, de Oranje Vrijstaat sloot een politiek verbond met de ZAR en de reputatie van Rhodes liep een flinke deuk op. Het Krugertelegram dat de Duitse keizer Wilhelm II ter felicitatie naar de staatspresident stuurde leidde tot een internationale diplomatieke crisis.
De Britse gouverneur Milner gebruikte het uitlanderprobleem als een drukmiddel op Kruger, door stemrecht voor deze groep op te eisen tijdens de Conferentie van Bloemfontein. Milner eiste direct stemrecht na vijf jaar en zeven vertegenwoordigers in de (Eerste) Volksraad; Kruger was bereid respectievelijk een tijdperk van zeven jaar en vijf vertegenwoordigers toe te staan. Toen deze onderhandelingen door opzet van Milner mislukten, was het uitbreken van een oorlog slechts een kwestie van tijd.

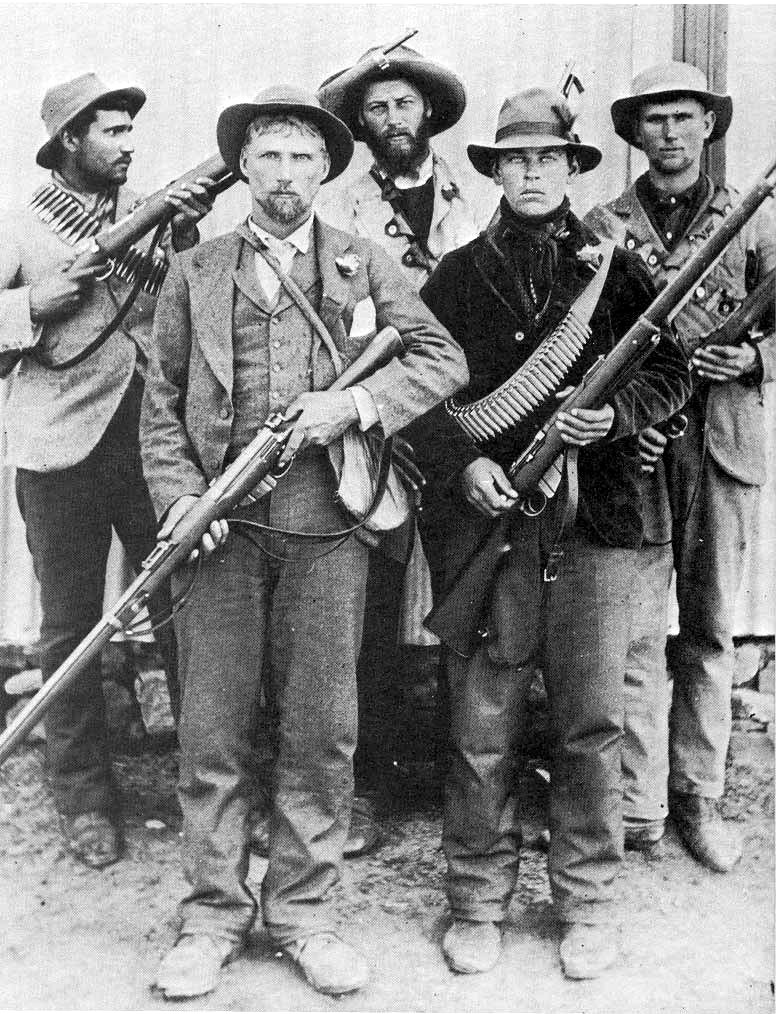
Boerenguerrilla's tijdens de Tweede Boerenoorlog

### Tweede Boerenoorlog
Kruger zag dat de Britten almaar meer versterkingen van overzee aanvoerden en vaardigde in 1899 een ultimatum uit, dat door de Britten werd genegeerd. Op 11 oktober 1899 verklaarde Kruger het Verenigd Koninkrijk de oorlog. Tijdens deze Tweede Boerenoorlog werd de ZAR bijgestaan door de Oranje Vrijstaat, trouw aan een militaire alliantie die in maart 1889 gevormd was. Daarnaast konden de Boeren rekenen op ongeveer 2.000 buitenlandse vrijwilligers.
De Boeren belegerden Ladysmith, Mafikeng en Kimberley en behaalden enkele spectaculaire overwinningen tijdens de Britse Zwarte Week, vooral omdat de Boeren het terrein veel beter wisten te gebruiken en beheersten over een uitstekende beweeglijkheid en nauwkeurigheid. De belegeringen waren minder succesvol; vooral het ontzet van Kimberley door de Britten kwam hard aan. Na de daaropvolgende slag bij Paardeberg gaven meer dan 4.000 Boeren onder leiding van generaal Piet Cronjé zich over. Krijgsgevangenen werden ondergebracht op eilanden als Sint-Helena of Ceylon.
Na een moeizame start veroverden de Britten op 5 juni 1900 Pretoria en op 1 september werd de ZAR formeel geannexeerd. Veel Boeren gaven de strijd echter niet op en begonnen een uitputtende guerrillaoorlog onder leiding van generaals Louis Botha, Koos de la Rey, Christiaan de Wet en anderen. Staatspresident Kruger week uit naar Europa en trachtte daar andere mogendheden over te halen tot interventie.
Om de bittereinders tot overgave te dwingen hanteerden Lord Roberts en Lord Kitchener de tactiek van de verschroeide aarde. Boerderijen werden platgebrand en Boerenvrouwen en hun kinderen werden opgesloten in overvolle en onhygiënische concentratiekampen. De kampleiding verwaarloosde de gevangenen en zorgde onvoldoende voor medische diensten, onderdak en voedsel. Als gevolg stierven 27.927 blanke en ongeveer 20.000 zwarte gevangenen aan honger, ziekte of uitputting. Het was met name aan de inzet van de klokkenluidster Emily Hobhouse te danken dat het sterftecijfer vanaf 1902 spectaculair daalde. Inclusief de kampslachtoffers betreurden de Boeren in totaal ongeveer 34.000 doden tegenover 22.000 Britten. In totaal waren tienduizenden boerderijen van Boeren vernield.
Gedurende de oorlog schaarde het Nederlandse volk zich massaal achter hun "stamverwanten" in Zuid-Afrika, met de jeugdige koningin Wilhelmina aan het hoofd. De herinnering aan deze sympathie leeft voort in de vele Transvaalbuurten van Nederland.

### Opheffing
Ten slotte tekende de ZAR op 31 mei 1902 de Vrede van Vereeniging. Daarmee werd de ZAR opgeheven en kwam het gebied onder Brits bestuur, aanvankelijk als kroonkolonie, genaamd de Transvaalkolonie. In 1907 werd generaal Louis Botha er premier. In 1910 werd de Transvaalkolonie onder de naam Transvaal een van de vier provincies van de Unie van Zuid-Afrika, eveneens met Botha aan het roer. De Transvaalprovincie bleef tot 1994 bestaan en werd dat jaar verdeeld in de hedendaagse provincies Gauteng, Noordwest, Limpopo en Mpumalanga.

## Topografie

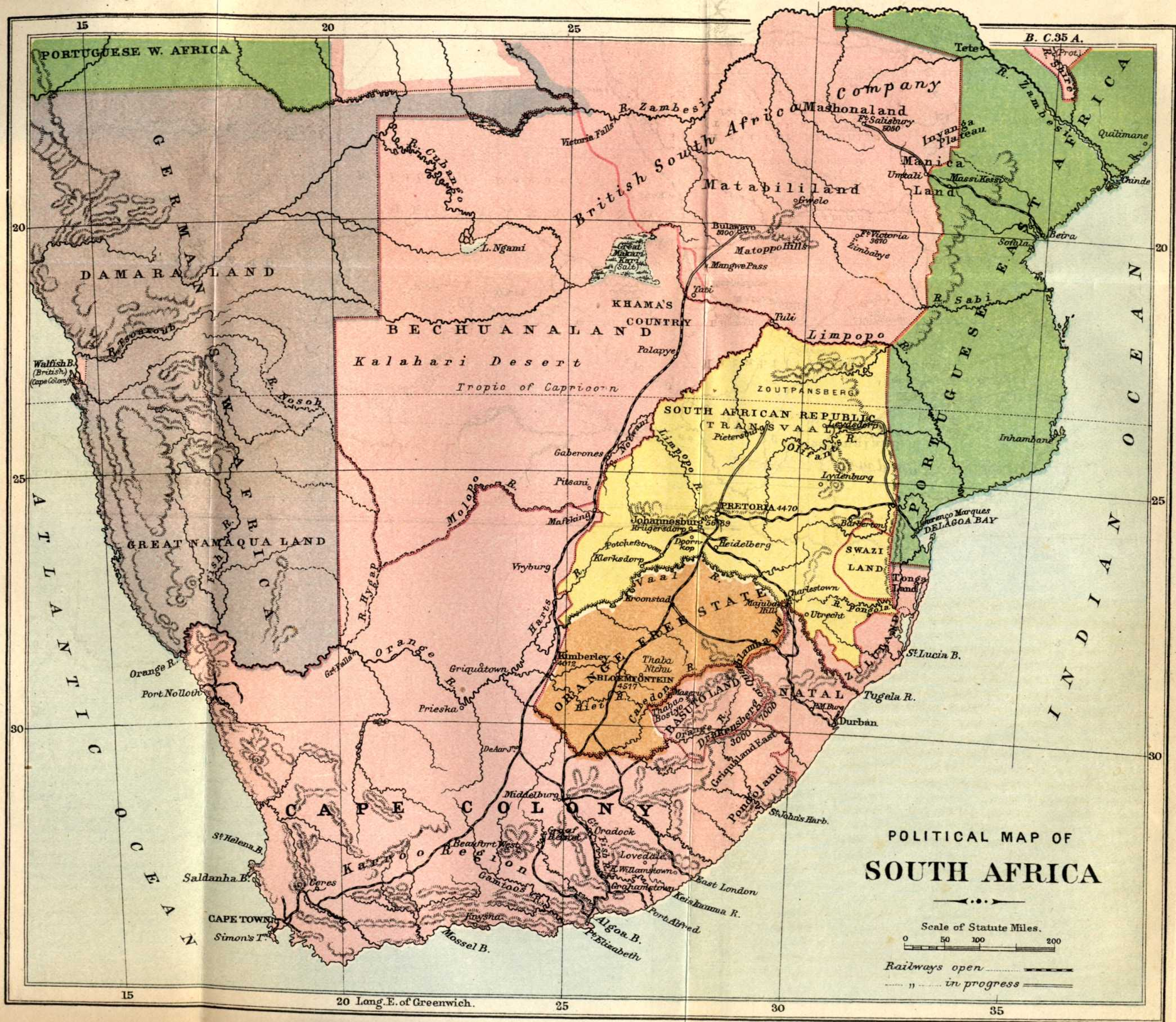
Kaart van Zuidelijk Afrika uit 1897 met de ZAR in het geel

De ZAR was ongeveer tien keer zo groot als Nederland. De natuurlijke grenzen van de republiek waren de Limpoporivier in het noorden, de Lebombobergen in het oosten, de Vaalrivier in het zuiden en de Kalahariwoestijn in het westen. Staatkundig grensde de ZAR in 1899 met de klok mee aan Rhodesië, Portugees-Oost-Afrika, de Natalkolonie, de Oranje Vrijstaat, de Britse Kaapkolonie en Brits Beetsjoeanaland. De inheemse buurstaten Mthwakazi (Matabeleland en Mashonaland), Tongaland, Zoeloeland en West-Griekwaland waren voorheen door de Britse kolonies geannexeerd, terwijl Swaziland toebehoorde aan de ZAR.
Exclusief Swaziland bestond de ZAR in 1899 uit negentien districten: Pretoria, Potchefstroom, Rustenburg, Lydenburg, Middelburg, Waterberg, Zoutpansberg, Heidelberg, Wakkerstroom, Utrecht, Marico, Lichtenburg, Bloemhof, Standerton, Ermelo, Piet Retief, Vryheid, Carolina en Krugersdorp.

## Maatschappij

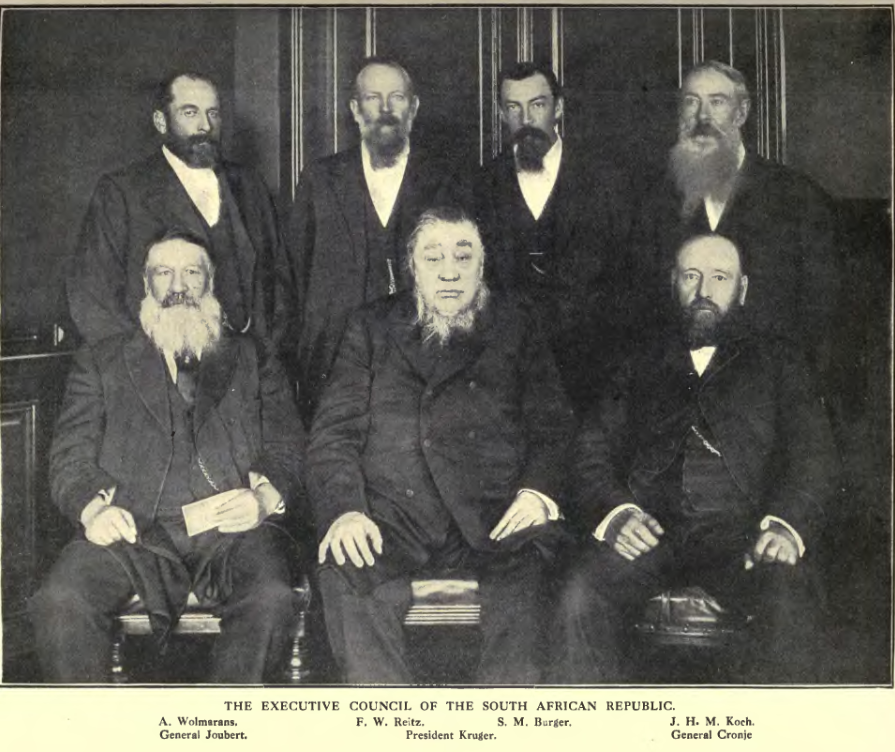
De laatste Uitvoerende Raad van de ZAR

### Staatsinrichting
De Zuid-Afrikaansche Republiek was een presidentiële republiek aangezien de president direct gekozen werd. Het parlement, de Volksraad, vormde de wetgevende macht en had officieel het hoogste gezag. Vanaf 1857 werd de ZAR geregeerd door een staatspresident die om de vijf jaar werd verkozen. De voornaamste taak van de staatspresident was het voorzitterschap over de Uitvoerende Raad, met als taak de resoluties van de Volksraad uit te voeren. Stemrecht was weggelegd voor blanke, calvinistische mannen van 21 jaar of ouder die in de ZAR geboren waren, hier al een bepaald aantal jaren woonachtig waren of hun diensten hadden verleend in de Eerste Boerenoorlog, de Jameson Raid of een stammenoorlog.
Volgens het model van trias politica diende de Volksraad als wetgevende macht, de President en Uitvoerende Raad als uitvoerende macht en het hooggerechtshof en de landdrosten als rechterlijke macht. De Tweede Volksraad werd in 1890 ingesteld als apart parlement voor de uitlanders en hun belangen bij de goudvelden. De vereisten voor stemrecht voor de Tweede Volksraad waren soepeler waardoor de uitlanders over zowel actief als passief kiesrecht beschikten, maar de Tweede Volksraad was verreweg minder belangrijk dan de Eerste.
Reeds op 25 september 1857 verscheen de eerste staatskrant van de ZAR. De vlag van de ZAR, eveneens uit 1857 en bekend als de Vierkleur, bestond uit de vlag van Nederland met een verticale groene streep aan de kant van de mast. Op 24 februari 1874 verving staatspresident Burgers de Vierkleur door de zogenaamde Kruisvlag, maar op 10 mei 1875 werd de Vierkleur opnieuw ingesteld.
Het Nederlands werd op 30 juli 1888 ingesteld als officiële taal van de ZAR. Hoewel de schrijftaal en het volkslied van Transvaal in formeel Nederlands waren had de spreektaal meer overeenkomsten met het hedendaagse Afrikaans, dat pas in 1925 gelijk werd gesteld aan het Nederlands. Daarnaast werd er met name op de goudvelden Engels gesproken. De inheemse bevolking sprak een verscheidenheid aan Bantoetalen.

### Religie

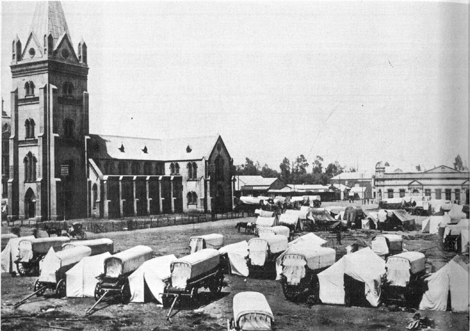
Kakkebeenwaens (huifkarren) op het Kerkplein in Pretoria tijdens de driemaandelijkse Nagmaaldiens, omstreeks 1900

De Boeren van de ZAR praktiseerden een orthodox calvinisme, dat Nederlanders in 1652 naar Zuid-Afrika hadden gebracht. Een ongodsdienstig mens stond voor de meeste Boeren gelijk aan een onopgevoed mens. De Zuid-Afrikaansche Republiek had drie officiële kerken, alle calvinistisch: de Nederduits Hervormde Kerk (NH Kerk), de Nederduits Gereformeerde Kerk (NG Kerk) en de Gereformeerde Kerk.
- De NH Kerk scheidde zich na de Grote Trek af van de NG Kerk, om volledige onafhankelijkheid van de Kaapse synode te verzekeren. De kerk telde omstreeks 1882 ongeveer 9.000 leden in de ZAR, vooral uit het midden en het westen van het land.[122]
- De NG Kerk was sedert 1665 de kerk van de Nederlandstalige kolonisten in de Kaapkolonie. Na de afscheiding van de NH Kerk bleef een deel van de Boeren, voornamelijk uit Lydenburg, de Kaapse synode trouw. De kerk telde omstreeks 1882 ongeveer 3.600 leden in de ZAR, vooral uit het oosten van het land.[123]
- De Gereformeerde Kerk of Dopperkerk werd opgericht in 1859 te Rustenburg. De kerk splitste zich af van de NG Kerk vanwege een nieuwe bundel lofzangen die volgens de dissidenten de Synode van Dordrecht tegensprak. Paul Kruger behoorde tot de eerste Doppers.[124] De kerk telde omstreeks 1882 ongeveer 2.000 leden in de ZAR, vooral uit Rustenburg, Pretoria en Potchefstroom.[123]

In 1885 werden de NH Kerk en de NG Kerk weer verenigd, maar deze fusie liep in 1892 stuk. Hoewel de grondwet van 1858 het monopolie van het calvinisme benadrukte, werd een dergelijke bepaling in de herziene grondwet van 1889 weggelaten. De Engelstalige bevolking richtte anglicaanse en methodistische gemeenten op. Rooms-katholieken en Joden mochten geen overheidsfunctie bekleden maar genoten religieuze vrijheid; in 1898 opende Paul Kruger de eerste synagoge van de ZAR in Pretoria.

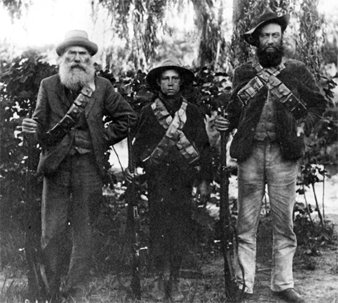
Drie generaties Boeren, v.l.n.r.: P.J. Lemmer (66), D.L. Botha (15) en C.I. Pretorius (43), 1899

### Leger
De Zuid-Afrikaansche Republiek Politie (ZARP) werd opgericht in 1881 en hun Geheime Speurders voorzagen de staat van inlichtingen. De Staatsartillerie was officieel het staatsleger van de ZAR, maar de defensie van het land lag voornamelijk in de handen van een volksleger, bestaande uit commando's.
Alle blanke mannen van 16 tot 60 jaar waren dienstplichtig, met uitzondering van Volksraadsleden, ambtenaren, kerkelijke beambten, erkende onderwijzers en winkeliers. Per district vormden zij een commando met aan het hoofd een veldkornet, die verantwoordelijk was voor de openbare orde in het district. De veldkornetten stonden onder bevel van een commandant, die op zijn beurt gehoorzaamheid verschuldigd was aan de commandant-generaal, de opperbevelhebber van het land. Van een strikte discipline was echter geen sprake omdat de Boeren een sterk gelijkwaardigheidsgevoel hadden en beslissingen van hogerhand gemakkelijk verwierpen of negeerden.
In verband met de dienstplicht moest elke Boer minstens één paard met zadel, een geweer met minstens dertig patronen en een proviand voor één week paraat hebben, bestaande uit biltong, gedroogde koekjes en koffie met suiker. De Boeren werden ondersteund door hun agterryers, jonge zwarte of gekleurde knechten die voor de paarden zorgden. Een commando bestond volledig uit cavalerie. Het boerperd was meestal een kruising tussen een Engelse volbloed en een Arabier; een snel, lenig en sterk paard met een groot uithoudingsvermogen. Het commando had geen vast uniform en de Boeren droegen altijd hun alledaagse kleding, toegerust met een bandelier voor ammunitie.

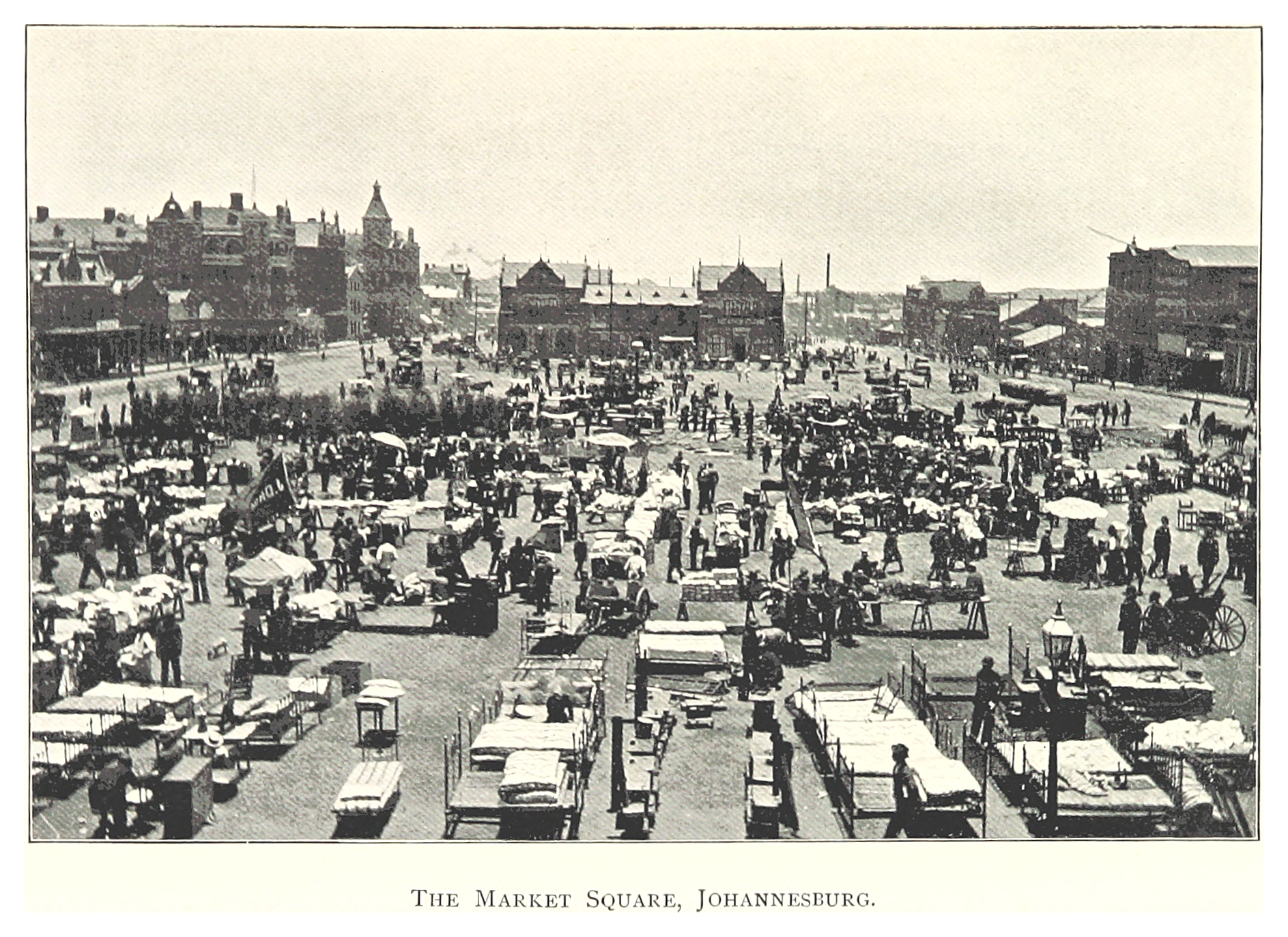
De markt van Johannesburg, 1899

### Economie

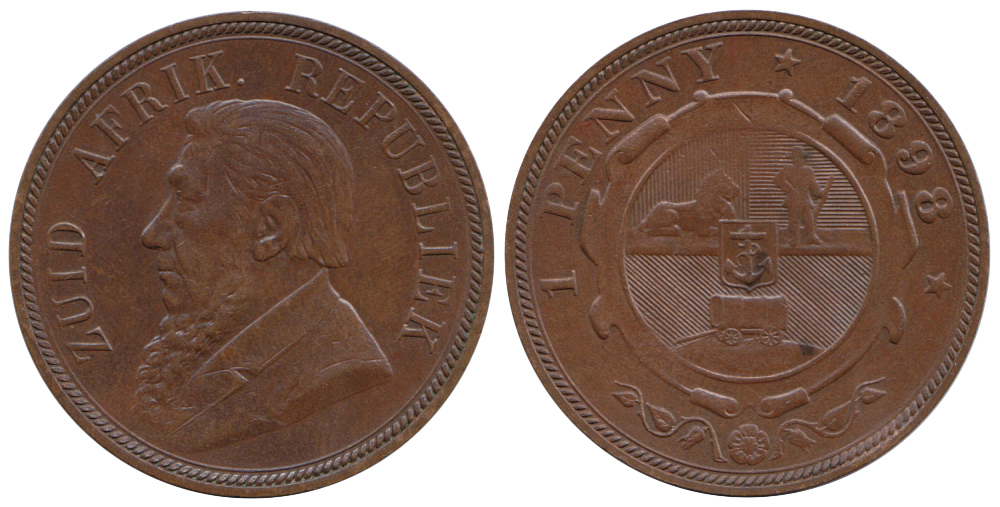
Zuid-Afrikaansche Republiek penny. Geslagen in de Pretoria Mint in 1898.

Voorafgaand aan de Eerste Boerenoorlog was er in de ZAR geen sprake van een nationale handel. De Boeren waren geen handelsvolk en lieten de handel over aan buitenlandse kooplieden. Betreffende de import beperkten ze zich tot wapens, ammunitie, koffie, suiker, kleding, huisapotheek en ijzerwaren. De export van de ZAR bestond uit vee, ivoor, huiden, leer, perziken, brandewijn, tabak, boter, gedroogde vruchten, wol en struisvogelveren. Omdat de ZAR een binnenstaat was moest er handel worden gedreven via de Britse havens van Durban en Port Elizabeth en de Portugese haven van Lourenço Marques. Zware belastingen en lange reisafstanden hadden hoge exportprijzen tot gevolg. Geld was schaars en levensbehoeften waren soms drie- tot viermaal zo duur als in Nederland.
De ontdekking van goud bij Johannesburg in 1886 en de voltooiing van de oosterlijn naar Lourenço Marques in 1895 waren keerpunten voor de Transvaalse economie, die overging op een concessiestelsel. De overheidsinkomsten van de ZAR groeiden van 200.000 pond in 1886 naar meer dan het drievoudige in 1887 en tot 3,9 miljoen pond in 1896.
De valuta van de ZAR was de Zuid-Afrikaanse pond die in 1825 was ingevoerd in de Kaapkolonie. In 1874 liet staatspresident Burgers de gouden Burgerspond drukken, met zijn eigen portret aan de kopzijde en het wapen van de ZAR aan de muntzijde.

### Onderwijs
Van georganiseerd onderwijs was in de ZAR aanvankelijk nauwelijks sprake. De afstand van de boerderij naar school was veelal te groot, het aantal gekwalificeerde onderwijzers te klein en de tijd die een kind op school zou doorbrengen werd liever besteed aan arbeid op de boerderij. Soms brachten reizende schoolmeesters een paar maanden op de boerderij door om de kinderen te onderwijzen. Later werden er door de overheid en de kerken stappen gezet in het bevorderen van lager en middelbaar onderwijs.

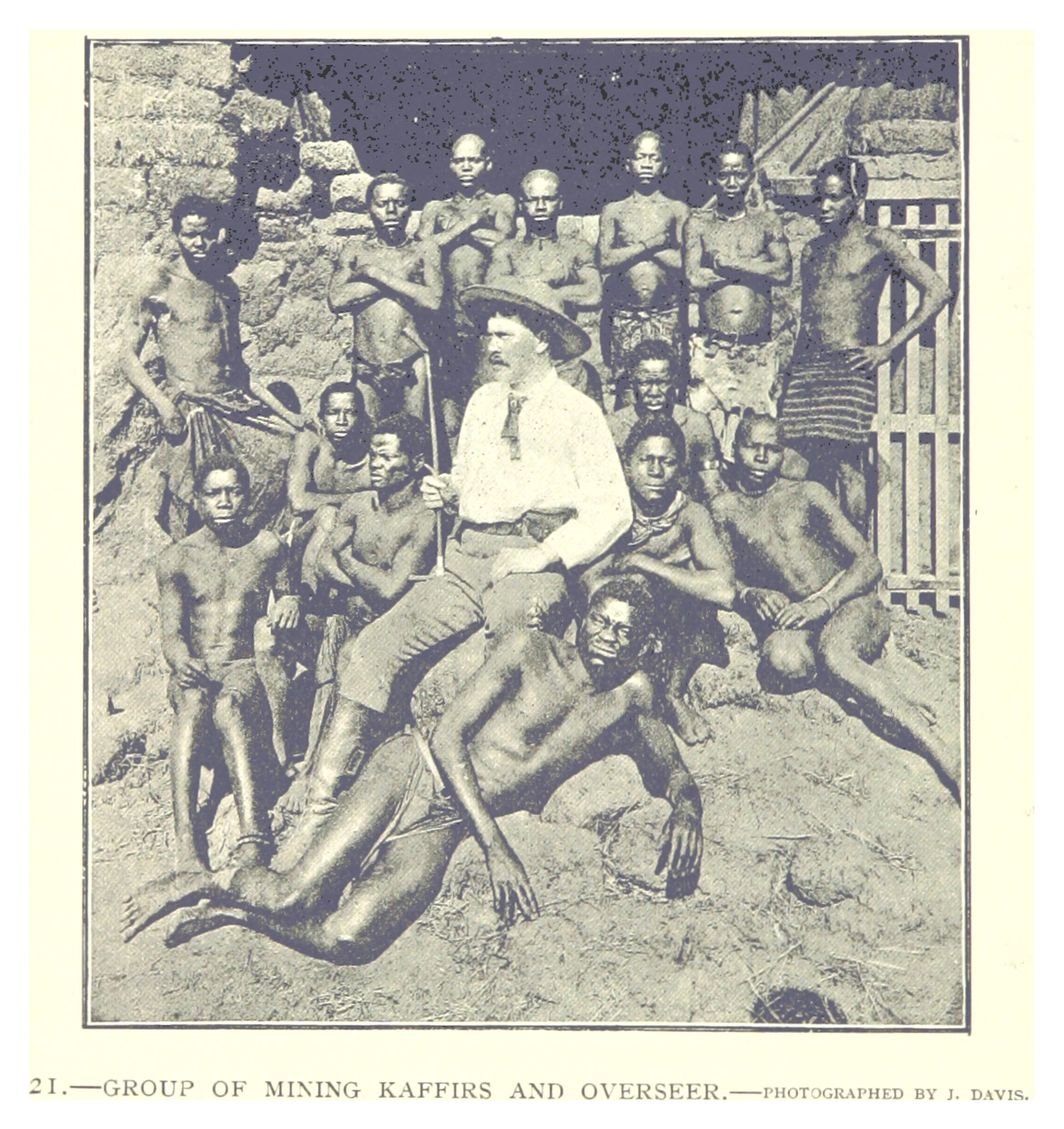
Zwarte mijnwerkers en hun opzichter in Johannesburg, 1893

### Bevolking
Met een bevolking van ongeveer 32.000 Boeren (en 6.000 Europeanen) tegenover ongeveer 500.000 zwarten (schattingen uit 1880) waren de Boeren een minderheid in eigen land, al helemaal na de massale immigratie van uitlanders tijdens de goudkoorts. De grootste bevolkingsgroep onder de uitlanders waren de Britten, gevolgd door de Duitsers. De rest bestond uit Amerikanen, Nederlanders, Fransen, Scandinaviërs en Portugezen.
Zwarten werden algemeen beschouwd als minderwaardig en door God geschapen om hun blanke meester te dienen. Enige gelijkwaardigheid van blank en zwart werd in artikel 9 van de grondwet afgewezen: hierin staat dat het volk "geene gelijkstelling van gekleurden met blanke ingezetenen" wil toestaan. Het daaropvolgende artikel verbood slavernij. Desondanks maakten de Boeren op grote schaal gebruik van zwarte knechten. Bantoes (Kaffers) werkten op het land en Khoikhoi (Hottentotten) in het huishouden. Knechten werden regelmatig slecht behandeld.
Zwarten die niet op een blanke boerderij woonden leefden in kraals onder leiding van een stamhoofd, die belasting moest betalen in de vorm van vee en arbeid. Om opstanden te voorkomen werden de reservaten ver uit elkaar over het land verspreid en zo dicht mogelijk bij een blanke gemeenschap geplaatst, zodat boeren gemakkelijk toegang hadden tot knechten. De ZAR maakte tevens gebruik van het zogenaamde inboekstelsel, waarbij zwarte kinderen in oorlogstijd gevangen werden genomen om als knecht te worden grootgebracht op een boerderij. De verdediging van dit inboekstelsel luidde dat de ingeboekte kinderen tijdens de vlucht waren achtergebleven en de Boeren weigerden de hulpeloze kinderen aan hun lot over te laten.

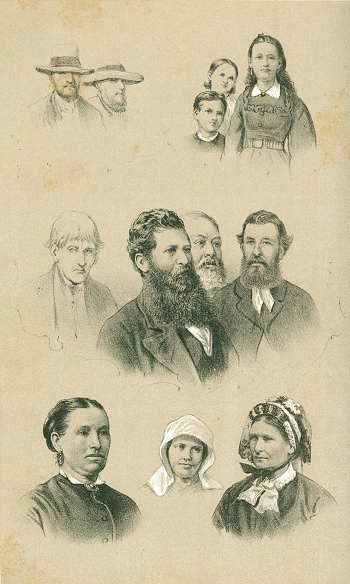
Typen van Transvalers door Gerardus Johannes Bos, 1882

William Chesson schreef in 1868:

Maar de grootste bron van demoralisatie (...) is de meedogenloze en fanatieke haat van de Boeren in de richting van de inheemse stammen. Vreemd genoeg is deze passie verheven tot een religieuze plicht, en in de [Transvaalse] commando's heeft de intolerante geest van de kruisvaarder zich vermengd met de hebzucht van de boekanier. Om de mannen af te slachten omdat ze heidenen zijn, en om de kinderen tot slaaf te maken omdat ze goedkope en nuttige huisbedienden en boerderijknechten zijn - dat zijn de belangrijkste kenmerken die het "buitenlandse-" of Kafferbeleid van de Boeren onderscheiden.

### Boerenleven
De Transvaalse samenleving was patriarchaal. Boeren trouwden op jonge leeftijd; het was niet ongewoon voor een 15-jarig meisje om in het huwelijk te treden met een 18-jarige jongen. Gezinnen waren bijzonder groot; een echtpaar met zes of acht kinderen werd gezien als een klein gezin. Echtscheidingen vonden bijna nooit plaats en het was vanzelfsprekend dat weduwen en weduwnaars spoedig hertrouwden.
Naast veehouder en in mindere mate landbouwer was een Boer zijn eigen wagenmaker, metselaar, schilder, zadelmaker, rietdekker, steenbakker, veearts en slachter. Daarnaast was hij een uitmuntende schutter en paardrijder; vaardigheden die erg van pas zouden komen tijdens de Boerenoorlogen. De vrouwen zorgden voor het huishouden en de kinderen, en vulden hun dagen verder met boter bereiden, brood bakken, slacht bezorgen, zeep koken, kaarsen maken, vruchten drogen, naaiwerk verrichten, kleren maken en voor de groentetuin zorgen. Zowel de mannen als de vrouwen waren actief betrokken bij de politiek.
De klederdracht van de Boeren was geheel volgens Europese stijl en bestond voor mannen uit een grote, breedgerande hoed met hoge laarzen of leren slobkousen. Het bezit van een baard was een belangrijk statussymbool voor mannen. De vrouwen droegen een rok, een japon en een grote kap, om hun blanke gelaatskleur tegen de zon te beschermen. Sieraden werden weinig gedragen.
Op de Transvaalse boerderij was aan voedsel geen gebrek. De dagelijkse kost van de Boer bestond uit schapen-, geiten- en rundvlees, wildbraad, brood en mais, aangevuld met rijst, pompoenen, aardappelen, groente en fruit. Koffie en melk waren de belangrijkste dranken; alcohol werd niet of met mate gedronken en dronkenschap werd verafschuwd. Tabak was daarentegen populair: "Zonder een pijp is de Transvaalsche boer niet compleet." Kansspelen werden op 14 november 1873 door staatspresident Burgers verboden. Vanwege de intensieve jacht op het Transvaalse wild richtte staatspresident Kruger in 1898 een natuurreservaat op dat de basis werd van het nationaal park Kruger.
De Nederlandse oud-kolonist J.H. Junius publiceerde in 1882 zijn herinneringen aan de Boeren van de ZAR:

Een der voornaamste redenen, waarom wij de Zuid-Afrikaansche Republiek bijzonder aanbevelen, ligt in het karakter der bevolking. Zoowel onder de Hollandsche als onder de Engelsche boeren heerscht een gastvrijheid, waarvan men in Europa geen denkbeeld heeft, en nergens, zelfs bij den armste niet, zal den vreemdeling, die zich betamelijk gedraagt, een bed of een maal geweigerd worden. Misschien is het eigenbelang hier een weinig mede in het spel, daar ik weet dat de man, die mij heden logies vraagt, wellicht over een maand mijn of mijner kinderen gastheer zal zijn; misschien ook is de oorzaak elders te zoeken, maar de gewoonte om iemand, dien men nooit gezien heeft, als gast en vriend te behandelen, nadat men hem eerst zijn naam gevraagd heeft, is er heilig. En al kan geheel Zuid-Afrika zich op die gastvrijheid beroemen, de inwoners der Zuid-Afrikaansche Republiek spannen in hartelijkheid de kroon, daar óf hunne ouders óf zij zelf veel gereisd hebben, en zij dus bij ondervinding weten wat het is vreemdeling te zijn.

## Lijsten

### Staatspresidenten

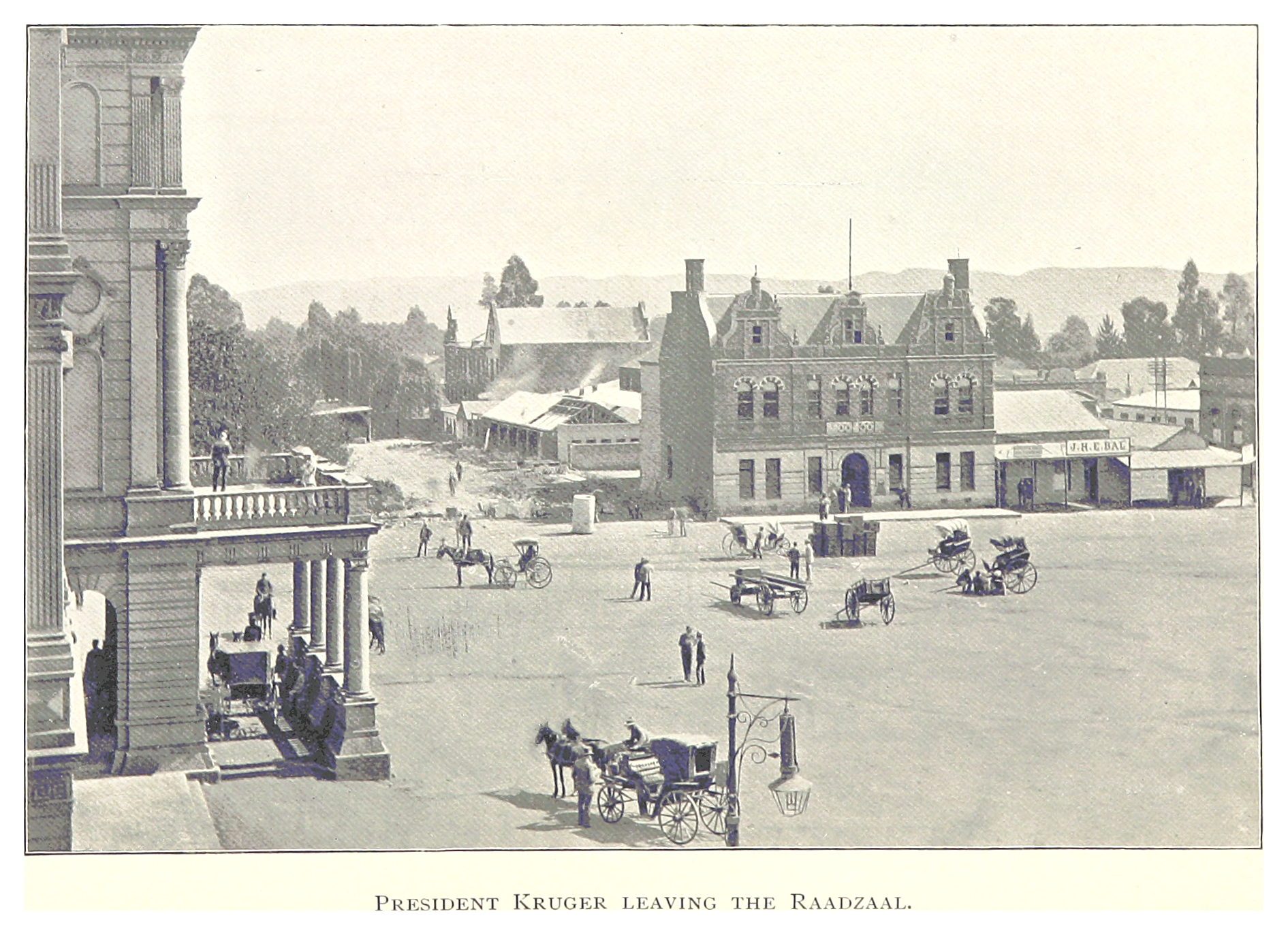
Uitzicht op het Kerkplein in Pretoria uit 1899, waar staatspresident Paul Kruger de Oude Raadzaal verlaat

De staatspresidenten van de Zuid-Afrikaansche Republiek waren:
| Termijn   | Staatsresident                                                                     | Noten                      |
| --------- | ---------------------------------------------------------------------------------- | -------------------------- |
| 1857–1860 | Marthinus Wessel Pretorius                                                         | 1ste staatspresident       |
| 1860–1860 | Johannes Hermanus Grobler                                                          | Waarnemend staatspresident |
| 1860–1862 | Stephanus Schoeman                                                                 | Waarnemend staatspresident |
| 1862–1863 | Willem Cornelis Janse van Rensburg                                                 | Waarnemend staatspresident |
| 1863–1864 | Willem Cornelis Janse van Rensburg                                                 | 2de staatspresident        |
| 1864–1871 | Marthinus Wessel Pretorius                                                         | 3de staatspresident        |
| 1871–1872 | Daniël Jacobus Erasmus                                                             | Waarnemend staatspresident |
| 1872–1877 | Thomas François Burgers                                                            | 4de staatspresident        |
| 1877–1880 | Britse overheersing                                                                | Britse overheersing        |
| 1880–1883 | Stephanus Johannes Paulus Kruger Marthinus Wessel Pretorius Petrus Jacobus Joubert | Driemanschap               |
| 1883–1900 | Stephanus Johannes Paulus Kruger                                                   | 5de staatspresident        |
| 1900–1902 | Schalk Willem Burger                                                               | Waarnemend staatspresident |

### Staatspresidentsverkiezingen

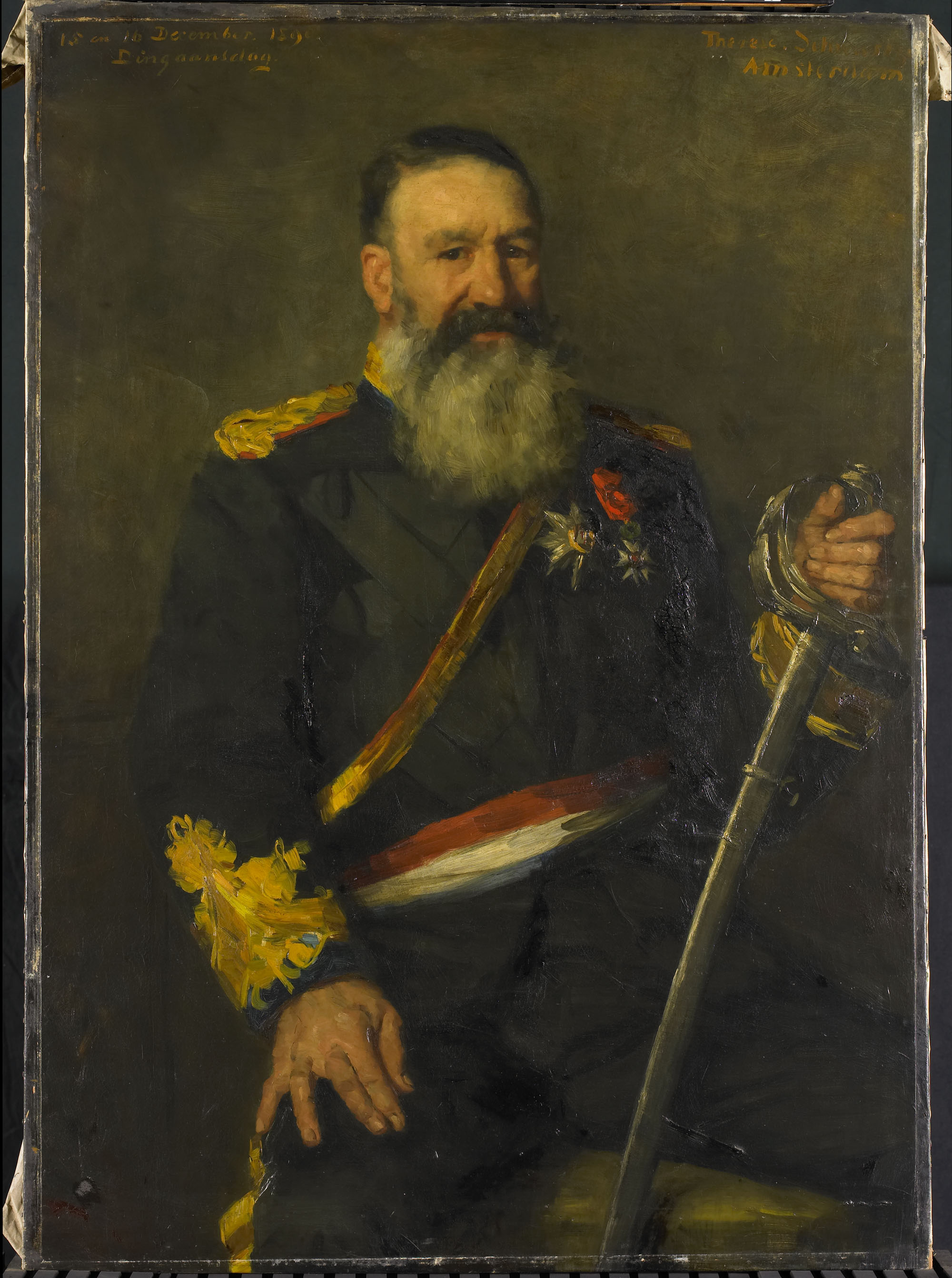
Commandant-generaal Piet Joubert (1831-1900) verloor maar liefst viermaal de staatspresidentsverkiezingen van Paul Kruger

| Verkiezing | Kandidaat                          | Stemmen    | Percentage |
| ---------- | ---------------------------------- | ---------- | ---------- |
| 1857       | Marthinus Wessel Pretorius         | 22 tegen 3 | 88,0%      |
|            |                                    |            |            |
| 1863       | Willem Cornelis Janse van Rensburg | 370        | 60,0%      |
|            | Marthinus Wessel Pretorius         | 247        | 40,0%      |
|            |                                    |            |            |
| 1863       | Willem Cornelis Janse van Rensburg | 1.106      | 50,9%      |
|            | Marthinus Wessel Pretorius         | 1.065      | 49,1%      |
|            |                                    |            |            |
| 1864       | Marthinus Wessel Pretorius         | 1.519      | 57,6%      |
|            | Willem Cornelis Janse van Rensburg | 1.118      | 42,4%      |
|            |                                    |            |            |
| 1869       | Marthinus Wessel Pretorius         | 1.493      | 71,3%      |
|            | Marthinus Jacobus Viljoen          | 601        | 28,7%      |
|            |                                    |            |            |
| 1872       | Thomas François Burgers            | 2.964      | 88,4%      |
|            | William Robinson                   | 388        | 11,6%      |
|            |                                    |            |            |
| 1883       | Stephanus Johannes Paulus Kruger   | 3.431      | 74,5%      |
|            | Petrus Jacobus Joubert             | 1.171      | 25,5%      |
|            |                                    |            |            |
| 1888       | Stephanus Johannes Paulus Kruger   | 4.483      | 84,3%      |
|            | Petrus Jacobus Joubert             | 834        | 15,7%      |
|            |                                    |            |            |
| 1893       | Stephanus Johannes Paulus Kruger   | 7.854      | 52,6%      |
|            | Petrus Jacobus Joubert             | 7.009      | 46,9%      |
|            | John Gilbert Kotzé                 | 81         | 0,5%       |
|            |                                    |            |            |
| 1898       | Stephanus Johannes Paulus Kruger   | 12.858     | 69,1%      |
|            | Schalk Willem Burger               | 3.753      | 20,2%      |
|            | Petrus Jacobus Joubert             | 2.001      | 10,7%      |

### Commandant-generaals

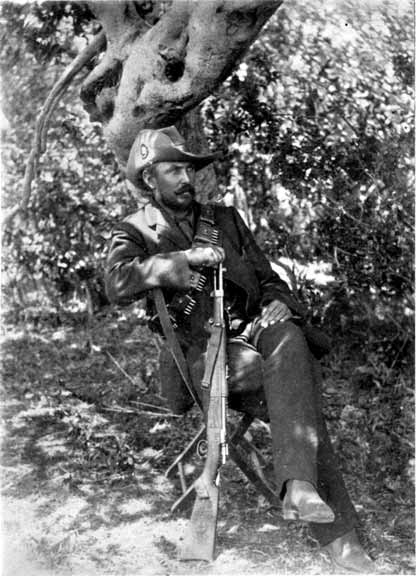
Commandant-generaal Louis Botha (1862-1919) was de laatste opperbevelhebber van de ZAR

Andries Hendrik Potgieter was aanvankelijk onbetwist de commandant-generaal (opperbevelhebber) van de Transvaal, tot Andries Pretorius in 1848 op het toneel verscheen. Om een eind te maken aan de machtsstrijd werd het opperbevelhebberschap in 1851 onder vier commandant-generaals verdeeld, waaronder Potgieter en Pretorius. Elke commandant-generaal had evenveel macht en was aan de Volksraad ondergeschikt. Potgieter en Pretorius (en later ook hun zoons) hadden beiden het bevel over Potchefstroom en Rustenburg; commando's mochten zelf kiezen wie te gehoorzamen.
De commandant-generaals van de Transvaal en de Zuid-Afrikaansche Republiek waren:
| Termijn   | Commandant-generaal                 | Bevel over                                |  |
| --------- | ----------------------------------- | ----------------------------------------- |  |
| 1838–1851 | Andries Hendrik Potgieter           | Transvaal                                 |  |
| 1848–1851 | Andries Wilhelmus Jacobus Pretorius | Transvaal                                 |  |
|           |                                     |                                           |  |
| 1851–1852 | Andries Hendrik Potgieter           | Zoutpansberg, Potchefstroom en Rustenburg |  |
| 1852–1854 | Pieter Johannes Potgieter           | Zoutpansberg, Potchefstroom en Rustenburg |  |
|           |                                     |                                           |  |
| 1851–1853 | Andries Wilhelmus Jacobus Pretorius | Potchefstroom en Rustenburg               |  |
| 1853–1857 | Marthinus Wessel Pretorius          | Potchefstroom en Rustenburg               |  |
|           |                                     |                                           |  |
| 1851–1856 | Willem François Joubert             | Lydenburg                                 |  |
|           |                                     |                                           |  |
| 1851–1852 | Johan Adam Enslin                   | Marico                                    |  |
|           |                                     |                                           |  |
| 1854–1858 | Stephanus Schoeman                  | Zoutpansberg                              |  |
|           |                                     |                                           |  |
| 1858–1860 | Stephanus Schoeman                  | Zuid-Afrikaansche Republiek               |  |
| 1860–1862 | Willem Cornelis Janse van Rensburg  | Zuid-Afrikaansche Republiek               |  |
| 1862–1863 | Theunis Marthinus Snyman            | Zuid-Afrikaansche Republiek               |  |
| 1863–1873 | Stephanus Johannes Paulus Kruger    | Zuid-Afrikaansche Republiek               |  |
| 1873–1877 | Positie afgeschaft                  | Positie afgeschaft                        |  |
| 1877–1880 | Britse overheersing                 | Britse overheersing                       |  |
| 1880–1900 | Petrus Jacobus Joubert              | Zuid-Afrikaansche Republiek               |  |
| 1900–1902 | Louis Botha                         | Zuid-Afrikaansche Republiek               |  |